# Plac Teatralny w Szczecinie
Plac Teatralny – jeden z placów znajdujących się w śródmieściu Szczecina. Na środku placu mieści się budynek Teatru Lalek „Pleciuga”.

## Historia i urbanistyka
Od lat 70. XIX w. pełnił funkcję placu sportowego, później po zabudowie pierzei szkołą i kamienicami jego charakter uległ zmianie. Po roku 1900 zamieniono go na skwer i ukształtowano na dwóch poziomach. Po 1945 składał się z dwóch części – jednej z drzewami a drugiej obniżonej w stosunku do poziomu ulicy, na której było asfaltowe boisko. W 2008 roku teren placu został zabudowany nową siedzibą TL Pleciuga.
Plac położony jest między następującymi ulicami: ulicą Wielkopolską i Niedziałkowskiego a ulicą Wąską i Niegolewskiego. Na placu umieszczono zbiornik przeciwpożarowy. W pobliżu placu znajduje się Szczeciński Dom Sportu (dawniej Wojewódzki Dom Sportu) w Szczecinie.

### Nazwy
W latach 1900–1945 obowiązywała nazwa placu Blücher Platz. W 1945 teren otrzymał nazwę plac Gieorgjia Żukowa. W 2008 roku, zespół Teatru Pleciuga zwrócił się do urzędników Rady Miasta Szczecina, z wnioskiem o zmianę nazwy placu. Kwartał otrzymał nazwę plac Teatralny.